# Sostratos van Knidos
Sostratos van Knidos (Oudgrieks: Σώστρατος ὁ Κνίδιος) is een hellenistische architect die leefde rond 300 v.Chr.
Sostratos kwam uit Knidos. Hij wordt als de bouwmeester beschouwd van de grote vuurtoren van Alexandrië, een van de zeven wereldwonderen van de antieke wereld. Opdrachtgever was Ptolemaeus I Soter die Sostratos verbood zijn naam op de vuurtoren aan te brengen, maar in plaats daarvan een plechtige inscriptie met zijn eigen naam als bouwmeester wenste. Volgens Strabo liet Sostratos onderaan de zeezijde van de vuurtoren zijn eigen naam slaan en met lood volgieten. Daar overheen werd kalk uitgesmeerd waarin de naam van Ptolemaeus werd aangebracht. Toen de kalklaag verweerde kwam de naam van Sostratos weer tevoorschijn.
Volgens Lucianus van Samosata was Sostratos ook nog werkzaam voor Ptolemaeus II Philadelphus. Voor de inname van de tegen Ptolemaeus strijdende stad Memphis maakte hij afleidingskanalen van het hoofdkanaal van de Nijl naar Memphis. Bekend bouwwerk van Sostratos is een terrassenheiligdom voor Aphrodite met daktuin in Knidos, naar het voorbeeld van de hangende tuinen in Babylon. Hij bouwde vele andere gebouwen met religieuze of recreatieve bestemmingen.